# Onthophagus pseudopilosus
Onthophagus pseudopilosus là một loài bọ cánh cứng trong họ Bọ hung (Scarabaeidae).